# Army Men: World War - Land, Sea, Air
Army Men: World War - Land, Sea, Air là trò chơi điện tử thuộc thể loại bắn súng góc nhìn thứ ba do The 3DO Company phát triển và phát hành độc quyền cho PlayStation vào năm 2000. Phiên bản PAL chỉ có tên đơn giản là Army Men: Land, Sea, Air và thường được coi là một trong những phiên bản khó nhất của dòng World War.

## Cốt truyện
Một lần nữa cả hai quốc gia Green và Tan đều rơi vào một cuộc chiến tranh tổng lực trên cả ba mặt trận hải - lục - không quân. Người chơi vào vai một người lính quân Green tham chiến qua năm chiến dịch lớn gồm ba màn chơi mỗi chiến dịch, và còn được phép điều khiển các chủng loại khí tài mang phong cách của Thế chiến thứ hai. Phe Tan hiện đang huy động cho cuộc xâm lược cấp tốc quốc gia Green, vì thế mà Bộ chỉ huy phe Green đã quyết định điều động ba quân chủng hải lục không quân tham chiến với sự hiện diện của các loại khí tài như: trực thăng, tàu chiến, máy bay ném bom, xe tăng, xe jeep hay thậm chí là cả xe lửa bọc thép.

## Lối chơi

### Chơi đơn & Chơi hai người
Army Men: World War - Land, Sea, Air có hai chế độ chơi đơn: Campaign và Boot Camp, cũng như chế độ nhiều người chơi "chiếm cờ" dành cho hai người chơi. Người chơi có thể chọn một trong ba mức độ khó: Dễ (Easy), trung bình (Medium) hoặc khó (Hard).

#### Campaign
Campaign là phần chơi chính dành cho Army Men: World War - Land, Sea, Air. Lấy bối cảnh "thực tế" giống như Army Men trước đó, game này có tổng cộng 15 màn chơi phần chiến dịch, qua đó người chơi (với tư cách là binh lính phe Green) hoàn thành một số mục tiêu khả dĩ bao gồm chặn xe, hộ tống những người lính đồng minh và tiêu diệt kẻ địch trên bộ, trên biển hoặc trên không. 

#### Boot Camp
Boot Camp là màn chơi huấn luyện mà người chơi học cách điều khiển nhân vật chính. Màn chơi này bao gồm các khu vực huấn luyện dành cho tất cả các loại vũ khí và một đường đua vượt chướng ngại vật.

## Đón nhận
Trò chơi nhận được "những đánh giá chung không mấy thuận lợi" theo trang web tổng hợp kết quả đánh giá Metacritic. IGN gọi tựa game này là "khủng khiếp" vì "điều khiển tồi, cắt xén khủng khiếp, hoạt ảnh tệ hại" và "kết cấu hạt nhạt nhẽo". Tuy vậy, Emmett Schkloven của tờ NextGen, đã nói về tựa game này, "Hãy bật bản tin thời sự và tuyên truyền – Army Men đã trở lại với một World War tốt hơn nhiều".